# Майкл Обафемі
Майкл Олувадуротімі Обафемі (англ. Michael Oluwadurotimi Obafemi, нар. 6 липня 2000, Дублін) — ірландський футболіст, нападник англійського клубу «Бернлі» і національної збірної Ірландії. 

## Клубна кар'єра
Майкл Обафемі народився в 2000 році в Дубліні в сім'ї вихідців з Нігерії. Незабаром після його народження родина майбутнього футболіста перебралась до Лондона.. З 9 років Обафемі займався футболом у футбольних школах низки англійських клубів, серед яких були «Челсі», «Арсенал», «Вотфорд», "Лейтон Орієнт. У 2016 році він перейшов до футбольної школи клубу «Саутгемптон». Вже 21 січня 2018 року Майкл дебютував за першу команду клубу в матчі проти «Тоттенгем Готспур», у віці 17 років і 199 днів, ставши другим за всю історію клубу наймолодшим дебютантом у Прем'єр-лізі.
31 серпня 2021 року Майкл Обафемі підписав трирічний контракт із валлійським клубом «Свонсі Сіті», який виступає в англійському Чемпіоншипі. Станом на кінець 2022 року відіграв за клуб 51 матч у чемпіонаті, в яких відзначився 15 забитими м'ячами. На початку 2023 року Обафемі віддали в оренду до англійського клубу «Бернлі», а з початку сезону 2023—2024 років ірландський нападник грає за «Бернлі» на правах постійного контракту.

## Виступи за збірну
Майкл Обафемі, який міг грати за збірні Нігерії, Англії або Ірландії, обрав виступи за збірну Ірландії. У 2017—2018 роках він грав у складі юнацької збірної Ірландії віком до 19 років, на юнацькому рівні зіграв 3 матчі. 19 листопада 2018 року Майкл Обафемі дебютував у складі національної збірної Ірландії в грі Ліги націй УЄФА проти збірної Данії. Загалом на середину 2023 року Майкл Обафемі зіграв у складі національної збірної 11 матчів, у яких відзначився 2 забитими голами. У 2019—2020 роках футболіст також залучався до молодіжної збірної Ірландії, у складі якої зіграв 5 матчів.

## Статистика виступів

### Статистика виступів за збірну
Станом на 17 листопада 2022 року
| Дата       | Місто  | Господарі | Результат | Гості     | Турнір                               | Голи | Примітки |
| ---------- | ------ | --------- | --------- | --------- | ------------------------------------ | ---- | -------- |
| 19-11-2018 | Орхус  | Данія     | 0 – 0     | Ірландія  | Ліга націй УЄФА 2018-2019 - 1-й етап | -    | 80'      |
| 4-6-2022   | Єреван | Вірменія  | 1 – 0     | Ірландія  | Ліга націй УЄФА 2022-2023 - 1-й етап | -    | 65'      |
| 8-6-2022   | Дублін | Ірландія  | 0 – 1     | Україна   | Ліга націй УЄФА 2022-2023 - 1-й етап | -    | 69'      |
| 11-6-2022  | Дублін | Ірландія  | 3 – 0     | Шотландія | Ліга націй УЄФА 2022-2023 - 1-й етап | 1    | 56'      |
| 24-9-2022  | Глазго | Шотландія | 2 – 1     | Ірландія  | Ліга націй УЄФА 2022-2023 - 1-й етап | -    | 60'      |
| 27-9-2022  | Дублін | Ірландія  | 3 – 2     | Вірменія  | Ліга націй УЄФА 2022-2023 - 1-й етап | 1    | 86'      |
| 17-11-2022 | Дублін | Ірландія  | 1 – 2     | Норвегія  | товариський матч                     | -    | 75'      |
| Усього     |        | Матчів    | 7         |           | Голів                                | 2    |          |